# Nazionale maschile di calcio della Nigeria
La nazionale di calcio della Nigeria, i cui componenti sono soprannominati le super aquile, è la rappresentativa calcistica della Nigeria ed è posta sotto l'egida della Federazione calcistica nigeriana.
È una delle nazionali africane storicamente più valide, potendo vantare la vittoria di 3 edizioni della Coppa d'Africa (1980, 1994, 2013), cui si somma la vittoria di una Coppa CEDEAO, vinta nell'edizione casalinga. Ha inoltre partecipato a sei edizioni della Coppa del mondo, raggiungendo gli ottavi di finale nel 1994, 1998 e 2014.
Nella graduatoria FIFA, in vigore da agosto 1993, il miglior posizionamento raggiunto è stato il 5º posto dell'aprile 1994, mentre il peggiore è stato l'82º posto del novembre 1999; attualmente occupa il 42º posto della graduatoria.

## Storia

### Esordi
Dopo aver giocato alcune partite con rappresentative di altre colonie britanniche dagli anni '30, la Nigeria, all'epoca colonia britannica, esordì l'8 ottobre 1949 contro la Sierra Leone, altra colonia del Regno Unito, vincendo per 2-0. Nell'ottobre 1949 la squadra nigeriana si recò in Inghilterra per giocare alcune partite contro squadre dilettantistiche quali Dulwich Hamlet, Bishop Auckland e South Liverpool. La partita tra Nigeria e Marine attirò 6 000 spettatori al Rossett Park, record per il piccolo stadio. Nell'Africa occidentale i componenti della squadra erano inizialmente noti come diavoli rossi per via delle maglie di colore rosso acceso.
Il 1º luglio 1955 i nigeriani furono battuti ad Accra dalla Costa d'oro (oggi Ghana) per 7-0, che resta la sconfitta più pesante mai subita dai nigeriani. Nel 1963 la squadra esordì in Coppa d'Africa, nel girone con Sudan e Repubblica Araba Unita, venendo eliminata al primo turno.

### Anni 1970
Nella seconda edizione dei Giochi panafricani, nel 1973, la Nigeria si piazzò terza, stesso risultato che conseguì alla Coppa d'Africa 1976 e alla Coppa d'Africa 1978.

### Anni 1980
Negli anni '80 la Nigeria conobbe risultati altalenanti. Non riuscì a qualificarsi per il campionato del mondo, ma sul piano continentale si mantenne ad alti livelli.
Nel 1980, con calciatori del calibro di Segun Odegbami, Best Ogedegbe, John Chiedozie e Tunji Banjo del Leyton Orient, le super aquile, guidate da Muda Lawal e Christian Chukwu, vinsero per la prima volta la Coppa d'Africa nell'edizione casalinga, battendo in finale, a Lagos, l'Angola per 3-0 con una doppietta di Odegbami e con un gol di Lawat.
Nel 1982 la Nigeria si qualificò per la Coppa d'Africa e fu eliminata nella fase a gironi. Nel 1984 e nel 1988 la Nigeria arrivò in finale di Coppa d'Africa, ma perse ambo le volte contro il Camerun. Non si qualificò per l'edizione del 1986.

### Anni 1990: "la generazione d'oro"
Gli anni novanta furono per la Nigeria calcistica particolarmente floridi. Molti dei calciatori che formarono in questo decennio l'ossatura della nazionale maggiore avevano conseguito importanti risultati con la nazionale nigeriana under-17, su tutti la vittoria del campionato mondiale di categoria del 1993. Della "generazione d'oro" del calcio nigeriano fecero parte, tra gli altri, Peter Rufai, Uche Okechukwu, Finidi George, Rashidi Yekini, Emmanuel Amuneke, Daniel Amokachi, Sunday Oliseh, Jay-Jay Okocha, Victor Ikpeba, Nwankwo Kanu e Taribo West.
Nel gennaio 1990 la selezione nigeriana si aggiudicò la Coppa CEDEAO nell'edizione casalinga, battendo in finale il Senegal ai tiri di rigore. Nell'edizione del 1990 della Coppa d'Africa raggiunse nuovamente la finale, ma fu sconfitta dall'Algeria padrona di casa. Nel 1992 fu semifinalista, eliminata dal Ghana.
Il 23 settembre 1991 la Nigeria fece registrare la più larga vittoria della propria storia, battendo l'Uganda per 8-1 ai Giochi panafricani, dove arrivò terza.
Il ritorno al successo in Coppa d'Africa avvenne nell'edizione del 1994. Dopo aver battuto per 3-0 il Gabon e pareggiato senza reti con l'Egitto, la Nigeria si classificò seconda nel proprio girone ed avanzò alla fase successiva. Ai quarti di finale eliminò lo Zaire (2-0 con doppietta di Yekini) ed in semifinale la Costa d'Avorio campione in carica (2-2 dopo i tempi supplementari, 4-2 dopo i tiri di rigore). In finale, svoltasi il 10 aprile 1994 a Tunisi, dopo una combattuta partita con lo Zambia, la Nigeria prevalse con il risultato di 2-1, grazie ad una doppietta di Amunike. Yekini, miglior marcatore del torneo con 5 gol, entrò a far parte dell'undici ideale del torneo insieme ai difensori Litana e Iroha ed ai centrocampisti Okocha e Amokachi.
Nell'ottobre 1993 la Nigeria si era qualificata per la prima volta per il campionato del mondo, USA 1994, a spese della Costa d'Avorio campione d'Africa in carica, dopo aver prevalso nel minigirone finale con gli ivoriani e l'Algeria grazie agli scontri diretti favorevoli. Negli USA la Nigeria, dopo aver battuto per 3-0 la Bulgaria e aver perso di misura contro l'Argentina, sconfisse per 2-0 la Grecia, qualificandosi, così, agli ottavi di finale come prima classificata del girone. Qui, pur in superiorità numerica per l'espulsione di Gianfranco Zola al 75º minuto, fu eliminata dall'Italia, a segno con due prodezze di Roberto Baggio, che prima rispose al gol di Amunike all'88º, portando la sfida ai supplementari, e poi ribaltò il risultato, portandolo sul definitivo 2-1 al 102º.
La Nigeria disputò la Confederations Cup 1995 in Arabia Saudita. Battuto per 3-0 il Giappone, pareggiò a reti bianche contro l'Argentina e finì seconda nel girone. Nella finale per il terzo posto fu battuta (5-4) ai rigori dal Messico (1-1 dopo i tempi supplementari). La Nigeria si aggiudicò poi la Coppa delle nazioni afro-asiatiche 1995, battendo in ambo le gare l'Uzbekistan (3-2 a Tashkent e 1-0 a Lagos).
Alle Olimpiadi 1996 la Nigeria superò Messico, Brasile e Argentina in finale e vinse la medaglia d'oro. Fu la prima nazionale non europea o sudamericana a vincere la medaglia.
Alla fase finale del campionato del mondo 1998 le Super Aquile arrivarono dopo aver vinto il proprio girone finale con un punto di vantaggio sulla Guinea. Anche stavolta, però, dopo aver ben figurato vincendo il girone ed eliminando così Spagna e Bulgaria (battute entrambe dai nigeriani prima dell'indolore sconfitta contro il Paraguay), gli africani uscirono agli ottavi di finale, questa volta contro la Danimarca (4-1).

### Anni 2000
Nella Coppa d'Africa 2000 la Nigeria, paese ospitante, vinse il girone davanti a Tunisia, Marocco e Rep. del Congo con due vittorie e un pareggio. Ai quarti di finale eliminò il Senegal dopo i tempi supplementari e in semifinale il Sudafrica. In finale perse ancora una volta contro il Camerun. Sotto di due gol alla fine del primo tempo, i nigeriani rimontarono nella ripresa e portarono la sfida ai supplementari. Ai tiri di rigore vinsero i camerunensi per 4-3.
Nella Coppa d'Africa 2002 le Super Aquile vinsero il girone con Mali, Liberia e Algeria con due vittorie e un pareggio. Ai quarti di finale eliminarono il Ghana, ma in semifinale furono eliminate dal Senegal dopo i supplementari. Si aggiudicarono il terzo posto battendo il Mali padrone di casa nella finale di consolazione.
Al Mondiale del 2002 i nigeriani, al loro terzo mondiale, furono inseriti in un difficile girone. Persero contro Argentina (1-0) e la Svezia (2-1) e furono eliminati, e il pari a reti bianche contro l'Inghilterra nell'ultima partita della prima fase li condannò all'ultimo posto nel girone.
Successivamente la Nigeria cambiò l'intelaiatura della squadra perché le storiche stelle, ormai ultratrentenni, avevano smesso lentamente di brillare. Il nuovo corso si basò su questi nomi: Martins, Obi Mikel, Obinna, e Yakubu, considerate le speranze per dare un nuovo volto della squadra.
A sorpresa la Nigeria non si qualificò per il Mondiale di Germania 2006, ma riuscì a raggiungere il terzo posto nella Coppa d'Africa 2006. Nella Coppa d'Africa 2008 fu eliminata ai quarti di finale.
Alle Olimpiadi del 2008 fu medaglia d'argento dopo aver perso la finale contro l'Argentina.

### Anni 2010
Nelle qualificazioni al campionato mondiale del 2010 nella seconda fase la Nigeria fu inserita nel girone con Tunisia, Kenya e Mozambico. Nelle prime due giornate la Nigeria batté il Kenya 3-0 con doppietta di Obinna e pareggiò in Mozambico. Dopo un doppio pari, 0-0 in Tunisia e 2-2 in Nigeria, contro i tunisini (nella seconda sfida il pareggio ospite arrivò beffardo all'89º con Darraji), si completarono le prime quattro giornate. La Tunisia aveva 8 punti, le Super Aquile 6, il Mozambico 4 e il Kenya 3.
Nel quinto turno la Tunisia vinceva per 1-0 con il Kenya. In contemporanea la Nigeria in casa col Mozambico non riusciva a trovare il gol della speranza. Un pareggio dei nigeriani avrebbe mandato la Tunisia già in Sudafrica, ma mentre i tunisini già festeggiavano la qualificazione, al 93º minuto, in pieno recupero, Obinna segnò la rete della vittoria che teneva in vita la Nigeria e rimandava tutto all'ultimo turno, anche se la strada verso il Mondiale per le Super Aquile restava molto difficile.
Il 14 novembre 2009 la Nigeria era impegnata in casa del Kenya e voleva la vittoria per andare almeno in Coppa d'Africa. Al 16º minuto Oliech portò in vantaggio il Kenya, allontanando ancora di più la Nigeria dalla qualificazione. Intanto la Tunisia era sullo 0-0 in Mozambico. Nel secondo tempo entrò Martins, lasciato inizialmente in panchina, e tra il 62º e il 65º la partita si ribaltò. Segnò dapprima Martins, poi Yakubu, ma perché la Nigeria si qualificasse per il mondiale era necessaria anche la sconfitta della Tunisia, che invece era sempre sul pari. Al 79º minuto il Kenya, sospinto dai propri tifosi, pareggiò con una rete di Wanga e per la Nigeria sembrò finita, ma ancora una volta Martins trascinò i suoi e riportò in vantaggio la Nigeria all'83º minuto. L'epilogo fu inopinato: in Mozambico la Tunisia, quai qualificata al Mondiale, si fece beffare subendo un gol da Dário, che consegnò quindi la qualificazione alla Nigeria.
Per la Nigeria Sudafrica 2010 fu il quarto Mondiale disputato (eguagliata la Tunisia) e il Mondiale del ritorno dopo la delusione del 2006. I capocannonieri nelle qualificazioni con 3 reti furono Obinna e Uche, mentre segnarono 2 reti Yakubu, Martins, Yobo e Odemwingie.
A Sudafrica 2010 la Nigeria di Lars Lagerbäck, subentrato all'esonerato Shaibu Amodu nel febbraio 2010, fu inserita nel gruppo B e all'esordio incontrò l'Argentina. La partita, giocata il 12 giugno a Johannesburg, vide i nigeriani sconfitti per 1-0 nonostante l'ottima prova del portiere nigeriano Vincent Enyeama, che respinse diversi tiri avversari. La seconda partita vide la Nigeria affrontare la Grecia, che aveva perso per 2-0 contro la Corea del Sud. Nonostante il vantaggio iniziale, gli africani, ridotti in 10 uomini per un'espulsione, persero per 2-1. Nella sfida finale i nigeriani, obbligati a vincere contro la Corea del Sud sperando in una vittoria dell'Argentina sulla Grecia, pareggiarono per 2-2. La Nigeria chiuse all'ultimo posto, con un solo punto, il girone B e fu eliminata al primo turno.
La squadra era stata inizialmente sospesa dalla FIFA da ogni competizione internazionale a decorrere dal 4 ottobre 2010, a seguito delle attività d'interferenza sullo sport attuate dai settori politici del paese dopo il mondiale del 2010. Tale squalifica fu sospesa fino al 26 ottobre.
Qualificatasi per la Coppa d'Africa 2013, la Nigeria fu inserita in un girone con Zambia, Burkina Faso ed Etiopia. Pareggiò per 1-1 la sfida con il Burkina Faso (la Nigeria si fece beffare al 94º minuto da un gol di Alain Traoré). La seconda sfida contro i campioni in carica dello Zambia terminò con lo stesso risultato, mentre all'ultima giornata l'Etiopia fu battuta da una doppietta su rigore di Moses. Con questi risultati la Nigeria chiuse il girone al secondo posto e sfidò ai quarti di finale la favorita Costa d'Avorio. La Nigeria compì l'impresa, vincendo per 2-1. In semifinale l'avversario fu il Mali. La Nigeria dominò e vinse per 4-1. La finale fu contro il Burkina Faso, già affrontato all'esordio nella fase a gironi. Le Super Aquile prevalsero per 1-0 grazie a un gol di Mba e celebrarono la loro terza Coppa d'Africa.
La nazionale nigeriana si qualificò al campionato mondiale del 2014 in Brasile, dove fu eliminata agli ottavi di finale dalla Francia (2-0). Durante il torneo in Nigeria vigeva il divieto di assistere agli incontri dai maxi schermi a causa del rischio di attentati da parte di Boko Haram.
Mancata la qualificazione alla Coppa d'Africa 2015 e 2017, la nazionale nigeriana si qualificò per il Mondiale 2018. Il cammino in Russia terminò dopo il girone di prima fase. Battuti all'esordio dalla Croazia (2-0), i nigeriani sconfissero l'Islanda (2-0) nella seconda partita e si presentarono all'ultima partita contro l'Argentina con ottime chance di qualificazione. La sconfitta per 2-1, maturata nei minuti finali della partita, causò però l'eliminazione degli africani, scesi al terzo posto del girone.
L'anno seguente la nazionale nigeriana centra la qualificazione alla Coppa d'Africa 2019, vincendo il proprio raggruppamento davanti al Sudafrica. Inserita nel girone B, nonostante la sconfitta contro il Madagascar per 2-0 all'ultima giornata, centra la qualificazione agli ottavi come seconda del gruppo grazie alle vittorie, entrambe per 1-0, contro Burundi e Guinea. Agli ottavi di finale elimina il Camerun campione in carica (3-2) e ai quarti il Sudafrica (2-1), poi cade in semifinale contro l'Algeria (2-1) e batte la Tunisia (1-0) nella finale di consolazione, terminando al terzo posto il torneo.

### Anni 2020
Nella Coppa d'Africa 2021, disputata nel 2022, la Nigeria impressiona molto favorevolmente all'inizio del torneo, vincendo il proprio girone a punteggio pieno grazie ai successi contro Egitto (1-0), Sudan (3-1) e Guinea-Bissau (2-0), ma viene eliminata già agli ottavi di finale dalla Tunisia (1-0). Segue la mancata qualificazione al campionato del mondo 2022: dopo aver vinto il girone eliminatorio con 4 successi in 6 partite, la Nigeria rimane fuori dalla fase finale del massimo torneo calcistico a distanza di sedici anni dall'ultima mancata qualificazione, perdendo agli spareggi contro il Ghana a causa della regola dei gol fuori casa (0-0 in trasferta e 1-1 in casa).
Nella Coppa d'Africa 2023, tenutasi nel 2024, la Nigeria esordisce con un pari contro la Guinea Equatoriale (1-1), poi ottiene due vittorie contro i padroni di casa della Costa d'Avorio (1-0) e la Guinea-Bissau (1-0), superando il girone come prima classificata nel raggruppamento. Elimina quindi il Camerun (2-0) agli ottavi di finale, l'Angola (1-0) ai quarti e il Sudafrica (1-1 dopo i supplementari, 4-2 dopo i rigori) in semifinale, ma nella finale ad Abidjan, pur essendo passata in vantaggio, viene battuta per 2-1 dalla Costa d'Avorio, dovendosi così accontentare della seconda piazza.

## Divise

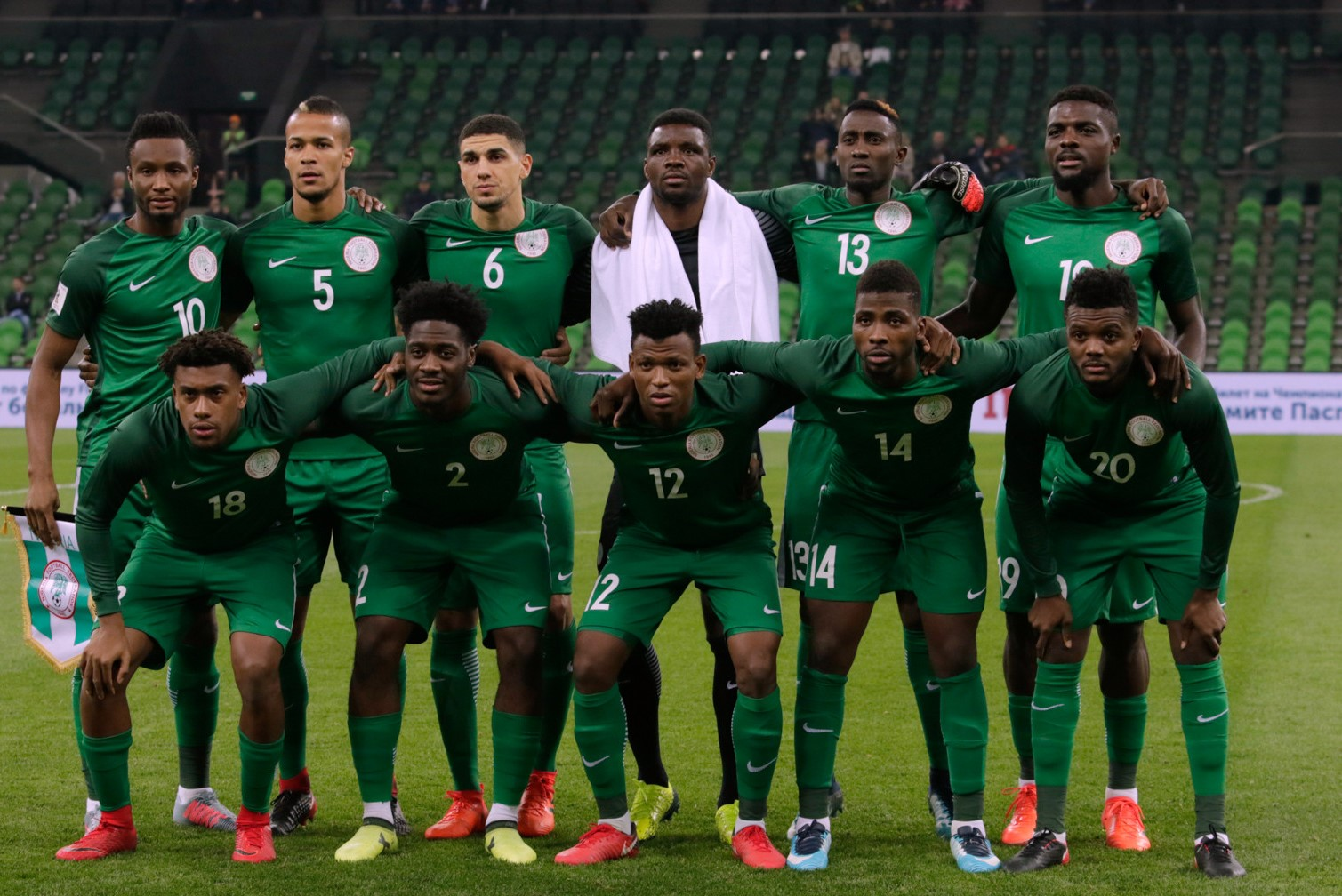
La squadra prima di una partita amichevole con l' (2017)

La squadra nazionale della Nigeria ha tradizionalmente utilizzato un completo primario verde scuro per lo più con numerazione bianca, accoppiato con kit secondari tutto bianchi, entrambi emblematici dei colori della bandiera nigeriana. La tonalità del verde è cambiata nel corso degli anni. Un verde scuro era spesso presente negli anni '80 e fino ai primi anni '90. Un colore vicino al verde giada è stato il colore della divisa negli anni 90 e anni 2000. Negli anni a venire la squadra ha adottato un verde più chiaro, che assomiglia più alla tonalità utilizzata sulla bandiera.
La divisa cambia solo per leggeri interventi dovuti al cambio di fornitore tecnico o alla moda del momento. In alcuni periodi vendono adottati calzoncini verdi in tinta con la maglia e calzini bianchi.
Dagli anni 2010 la Nigeria indossa come divisa di gioco una maglia verde chiaro con pantaloncini bianchi e calzettoni verdi.

## Palmarès
- Coppa d'Africa: 3

Nigeria 1980, Tunisia 1994, Sudafrica 2013
- Coppa delle nazioni afro-asiatiche: 1

1995
- Coppa CEDEAO: 1

Nigeria 1990

## Partecipazioni ai tornei internazionali
Legenda: Grassetto: Risultato migliore, Corsivo: Mancate partecipazioni

## Statistiche dettagliate sui tornei internazionali

### Mondiali
| Anno | Luogo                    | Piazzamento      | V | N | P | Gol |
| ---- | ------------------------ | ---------------- | - | - | - | --- |
| 1950 | Brasile                  | Non partecipante | - | - | - | -   |
| 1954 | Svizzera                 | Non partecipante | - | - | - | -   |
| 1958 | Svezia                   | Non partecipante | - | - | - | -   |
| 1962 | Cile                     | Non qualificata  | - | - | - | -   |
| 1966 | Inghilterra              | Ritirata         | - | - | - | -   |
| 1970 | Messico                  | Non qualificata  | - | - | - | -   |
| 1974 | Germania Ovest           | Non qualificata  | - | - | - | -   |
| 1978 | Argentina                | Non qualificata  | - | - | - | -   |
| 1982 | Spagna                   | Non qualificata  | - | - | - | -   |
| 1986 | Messico                  | Non qualificata  | - | - | - | -   |
| 1990 | Italia                   | Non qualificata  | - | - | - | -   |
| 1994 | Stati Uniti              | Ottavi di finale | 2 | 0 | 2 | 7:4 |
| 1998 | Francia                  | Ottavi di finale | 2 | 0 | 2 | 6:9 |
| 2002 | Corea del Sud / Giappone | Primo turno      | 0 | 1 | 2 | 1:3 |
| 2006 | Germania                 | Non qualificata  | - | - | - | -   |
| 2010 | Sudafrica                | Primo turno      | 0 | 1 | 2 | 3:5 |
| 2014 | Brasile                  | Ottavi di finale | 1 | 1 | 2 | 3:5 |
| 2018 | Russia                   | Primo turno      | 1 | 0 | 2 | 3:4 |
| 2022 | Qatar                    | Non qualificata  | - | - | - | -   |

## Tutte le rose

### Mondiali
Coppa del Mondo FIFA 19941 Rufai, 2 Eguavoen, 3 Iroha, 4 Keshi, 5 Okechukwu, 6 Nwanu, 7 Finidi, 8 Oliha, 9 Yekini, 10 Okocha, 11 Amunike, 12 Siasia, 13 Ezeugo, 14 Amokachi, 15 Oliseh, 16 Agu, 17 Ikpeba, 18 Ekoku, 19 Emenalo, 20 Okafor, 21 Adepoju, 22 Agbonavbare, CT: Westerhof
Coppa del Mondo FIFA 19981 Rufai, 2 Oparaku, 3 Babayaro, 4 Kanu, 5 Okechukwu, 6 West, 7 Finidi, 8 Adepoju, 9 Yekini, 10 Okocha, 11 Lawal, 12 W. Okpara, 13 Babangida, 14 Amokachi, 15 Oliseh, 16 Okafor, 17 Eguavoen, 18 Oruma, 19 Iroha, 20 Ikpeba, 21 G. Okpara, 22 Baruwa, CT: Milutinović
Coppa del Mondo FIFA 20021 Shorunmu, 2 Yobo, 3 Babayaro, 4 Kanu, 5 Okoronkwo, 6 West, 7 Ikedia, 8 Adepoju, 9 Ogbeche, 10 Okocha, 11 Lawal, 12 Ejide, 13 Afolabi, 14 Udeze, 15 Christopher, 16 Sodje, 17 Aghahowa, 18 Akwuegbu, 19 Ejiofor, 20 Obiorah, 21 Utaka, 22 Enyeama, 23 Opabunmi, CT: Onigbinde
Coppa del Mondo FIFA 20101 Enyeama, 2 Yobo, 3 Taiwo, 4 Kanu, 5 Afolabi, 6 Shittu, 7 Utaka, 8 Yakubu, 9 Martins, 10 Ideye, 11 Odemwingie, 12 Uche, 13 Yussuf, 14 Kaita, 15 Haruna, 16 Ejide, 17 Odiah, 18 Obinna, 19 Obasi, 20 Etuhu, 21 Echiéjilé, 22 Adeleye, 23 Aiyenugba, CT: Lagerbäck
Coppa del Mondo FIFA 20141 Enyeama, 2 Yobo, 3 Uzoenyi, 4 Gabriel, 5 Ambrose, 6 Egwuekwe, 7 Musa, 8 Odemwingie, 9 Emenike, 10 Mikel, 11 Moses, 12 Odunlami, 13 Oshaniwa, 14 Oboabona, 15 Azeez, 16 Ejide, 17 Onazi, 18 Babatunde, 19 Nwofor, 20 Uchebo, 21 Agbim, 22 Omeruo, 23 Ameobi, CT: Keshi
Coppa del Mondo FIFA 20181 Ezenwa, 2 Idowu, 3 Echiéjilé, 4 Ndidi, 5 Troost-Ekong, 6 Balogun, 7 Musa, 8 Etebo, 9 Ighalo, 10 Mikel, 11 Moses, 12 Shehu, 13 Simy, 14 Iheanacho, 15 Obi, 16 Akpeyi, 17 Onazi, 18 Iwobi, 19 Ogu, 20 Awaziem, 21 Ebuehi, 22 Omeruo, 23 Uzoho, CT: Rohr

### Coppa d'Africa
Coppa d'Africa 19801 Ogedegbe, 2 Adiele, 3 Isima, 4 Lawal, 5 Chukwu, 6 Bamidele, 7 S. Odegbami, 8 Atuegbu, 9 Owolabi, 10 Odiye, 11 Amiesimaka, 12 Effiong, 13 Okala, 14 Okpala, 15 Onyedika, 16 Eyo, 17 Orlando, 18 Mohammed, 19 Bassey, 20 Nwosu, 21 Onwuachi, 22 Ikhana, CT: Glória
Coppa d'Africa 19881 Rufai, 2 Eguavonen, 3 Keshi, 4 Okafor, 5 Sofoluwe, 6 Nwosu, 7 Okenla, 8 Okwaraji, 9 Obiku, 10 Odegbami, 11 Yekini, 12 Uwe, 13 Eboigbe, 14 Omokaro, 15 Adeshina, 16 Okosieme, 17 Edobor, 18 Odudu, CT: Höner
Coppa d'Africa 19901 Agu, 2 Uwe, 3 Aminu, 4 Adeshina, 5 Iroha, 6 Okechukwu, 7 Semitoje, 8 Anijekwu, 9 Ipaye, 10 Oliha, 11 Oyekanmi, 12 Ogunlana, 13 Kpakor, 14 Okocha, 15 Bazuaye, 16 Yekini, 17 Amokachi, 18 Elahor, CT: Westerhof
Coppa d'Africa 1992P Agu, P Ngodigha, P Shorunmu, D Agboola, D Aminu, D Babalade, D Eguavoen, D Keshi, D Okechukwu, D Ugbade, C Adepoju, C Ekpo, C Ezeugo, C Finidi, C Okon, C Oliha, A Akpoborie, A Alatishe, A Elahor, A Ikpeba, A Siasia, A Yekini, CT: Westerhof
Coppa d'Africa 1994P Agbonavbare, P Agu, P Rufai, D Eguavoen, D Iroha, D Keshi, D Okafor, D Okechukwu, D Semitoje, D Ugbade, C Adepoju, C Fuludu, C Finidi, C Okocha, C Oliha, C Oliseh, A Amokachi, A Amunike, A Ekoku, A Ikpeba, A Siasia, A Yekini, CT: Westerhof
Coppa d'Africa 20001 Shorunmu, 2 Okunowo, 3 Babayaro, 4 Kanu, 5 Iyenemi, 6 West, 7 Finidi, 8 Adepoju, 9 Akpoborie, 10 Okocha, 11 Lawal, 12 Egbo, 13 Babangida, 14 Amunike, 15 Oliseh, 16 Sodje, 17 Aghahowa, 18 Chukwu, 19 Akwuegbu, 20 Ikpeba, 21 Okpara, 22 Akanji, CT: Bonfrère
Coppa d'Africa 20021 Shorunmu, 2 Yobo, 3 Babayaro, 4 Kanu, 5 Okoronkwo, 6 West, 7 Finidi, 8 Yakubu, 9 Agali, 10 Okocha, 11 Lawal, 12 Egbo, 13 Babangida, 14 Udeze, 15 Oliseh, 16 Oruma, 17 Aghahowa, 18 Ojigwe, 19 Ejiofor, 20 Ikpeba, 21 Christopher, 22 Akanji, CT: Amodu
Coppa d'Africa 20041 Enyeama, 2 Yobo, 3 Babayaro, 4 Kanu, 5 Okoronkwo, 6 Enakarhire, 7 Utaka, 8 Yakubu, 9 Agali, 10 Okocha, 11 Lawal, 12 Etafia, 13 Ikedia, 14 Olofinjana, 15 Abbey, 16 Udeze, 17 Aghahowa, 18 Orjinta, 19 Ekong, 20 Odemwingie, 21 Ekwueme, 22 Ejide, CT: Chukwu
Coppa d'Africa 20061 Enyeama, 2 Yobo, 3 Taiwo, 4 Kanu, 5 Odiah, 6 Enakarhire, 7 Utaka, 8 Mikel, 9 Martins, 10 Okocha, 11 Lawal, 12 Ejide, 13 Yussuf, 14 Obinna, 15 Obiefule, 16 Oruma, 17 Aghahowa, 18 Obodo, 19 Makinwa, 20 Odemwingie, 21 Nwaneri, 22 Kaita, 23 Aiyenugba, CT: Eguavoen
Coppa d'Africa 20081 Enyeama, 2 Yobo, 3 Taiwo, 4 Kanu, 5 Nwaneri, 6 Shittu, 7 Utaka, 8 Yakubu, 9 Martins, 10 Mikel, 11 Odemwingie, 12 Ejide, 13 Afolabi, 14 Olofinjana, 15 Uche, 16 Etuhu, 17 Makinwa, 18 Obinna, 19 Emeghara, 20 Okonkwo, 21 Eromoigbe, 22 Apam, 23 Aiyenugba, CT: Vogts
Coppa d'Africa 20101 Enyeama, 2 Yobo, 3 Taiwo, 4 Kanu, 5 Nwaneri, 6 Shittu, 7 Obasi, 8 Yakubu, 9 Martins, 10 Mikel, 11 Odemwingie, 12 Ejide, 13 Yussuf, 14 Olofinjana, 15 Kaita, 16 Uche, 17 Odiah, 18 Obinna, 19 Mohamed, 20 Etuhu, 21 Echiéjilé, 22 Apam, 23 Aiyenugba, CT: Amodu
Coppa d'Africa 20131 Enyeama, 2 Yobo, 3 Echiéjilé, 4 Obiora, 5 Ambrose, 6 Egwuekwe, 7 Musa, 8 Ideye, 9 Emenike, 10 Mikel, 11 Moses, 12 Gabriel, 13 Ogude, 14 Oboabona, 15 Uche, 16 Ejide, 17 Onazi, 18 Uzoenyi, 19 Mba, 20 Igiebor, 21 Oshaniwa, 22 Omeruo, 23 Agbim, CT: Keshi
Coppa d'Africa 20191 Ezenwa, 2 Aina, 3 Collins, 4 Ndidi, 5 Troost-Ekong, 6 Balogun, 7 Musa, 8 Etebo, 9 Ighalo, 10 Obi Mikel, 11 Onyekuru, 12 Shehu, 13 Chukwueze, 14 Onuachu, 15 Simon, 16 Akpeyi, 17 Kalu, 18 Iwobi, 19 Ogu, 20 Awaziem, 21 Osimhen, 22 Omeruo, 23 Uzoho, CT: Rohr
Coppa d'Africa 20211 Okoye, 2 Aina, 3 Collins, 4 Ndidi, 5 Troost-Ekong, 6 Ajayi, 7 Musa, 8 Onyeka, 9 Ighalo, 10 Aribo, 11 Onyekuru, 12 Sanusi, 13 Ejuke, 14 Iheanacho, 15 Simon, 16 Akpeyi, 17 Chukwueze, 18 Iwobi, 19 Awoniyi, 20 Awaziem, 21 Ebuehi, 22 Omeruo, 23 Uzoho, 24 Sadiq, 25 Nwakali, 26 Ndah, 27 Noble, 28 Olayinka, CT: Eguavoen
Coppa d'Africa 20231 Uzoho, 2 Aina, 3 Sanusi, 4 Yuduf, 5 Troost-Ekong, 6 Ajayi, 7 Musa, 8 Onyeka, 9 Osimhen, 10 Aribo, 11 Chukwueze, 12 Osayi-Samuel, 13 Onyemaechi, 14 Iheanacho, 15 Simon, 16 Ojo, 17 Iwobi, 18 Lookman, 19 Onuachu, 20 Awaziem, 21 Bassey, 22 Omeruo, 23 Nwabili, 24 Moffi, 25 Onyedika, CT: Peseiro

### Confederations Cup
Coppa re Fahd 19951 Rufai, 2 Eguavoen, 3 Iroha, 4 Keshi, 5 Okechukwu, 6 Mutairu, 7 Imenger, 8 Adepoju, 9 Iorfa, 10 Okocha, 11 Amunike, 12 Siasia, 13 Oliseh, 14 Amokachi, 15 Douglas, 16 Shorunmu, 17 Pam, 18 Ekoku, 19 Emenalo, 20 Okafor, CT: Amodu
FIFA Confederations Cup 20131 Enyeama, 2 Oboabona, 3 Echiéjilé, 4 Ogu, 5 Ambrose, 6 Egwuekwe, 7 Musa, 8 Ideye, 9 Akpala, 10 Mikel, 11 Gambo, 12 Kwambe, 13 Ogude, 14 Ujah, 15 Babatunde, 16 Ejide, 17 Onazi, 18 Eze, 19 Mba, 20 Oduamadi, 21 Benjamin, 22 Omeruo, 23 Agbim, CT: Keshi

### Giochi olimpici
NOTA: per le informazioni sulle rose successive al 1948 visionare la pagina della Nazionale olimpica.

## Rosa attuale
Lista dei giocatori convocati per le Qualificazioni alla Coppa delle nazioni africane 2025 del 14 e 18 novembre 2024 contro Benin e Ruanda.
Presenze e reti aggiornate al termine della seconda gara.
|  | P | Maduka Okoye            | 17 maggio 2000    | 17 | -13 | Udinese           |  |  |
|  | P | Stanley Nwabili         | 10 giugno 1996    | 17 | -17 | Chippa United     |  |  |
|  | P | Amas Obasogie           | 27 dicembre 1999  | 0  | 0   | Fasil Kenema      |  |  |
|  |   |                         |                   |    |     |                   |  |  |
|  | D | William Troost-Ekong    | 1º settembre 1993 | 76 | 7   | Al-Kholood        |  |  |
|  | D | Ola Aina                | 8 ottobre 1996    | 44 | 0   | Nottingham Forest |  |  |
|  | D | Calvin Bassey           | 31 dicembre 1999  | 29 | 0   | Fulham            |  |  |
|  | D | Bright Osayi-Samuel     | 31 dicembre 1997  | 20 | 0   | Fenerbahçe        |  |  |
|  | D | Sopuruchukwu Onyemaechi | 3 aprile 1999     | 11 | 0   | Boavista          |  |  |
|  | D | Gabriel Osho            | 14 agosto 1998    | 2  | 0   | Auxerre           |  |  |
|  | D | Victor Collins          | 2 novembre 2000   | 0  | 0   | Nasarawa United   |  |  |
|  |   |                         |                   |    |     |                   |  |  |
|  | C | Alex Iwobi              | 3 maggio 1996     | 83 | 10  | Fulham            |  |  |
|  | C | Wilfred Ndidi           | 16 dicembre 1996  | 62 | 0   | Leicester City    |  |  |
|  | C | Frank Onyeka            | 1º gennaio 1998   | 29 | 1   | Augusta           |  |  |
|  | C | Raphael Onyedika        | 25 maggio 2003    | 14 | 1   | Club Bruges       |  |  |
|  | C | Alhassan Yusuf          | 18 luglio 2000    | 7  | 0   | N.E. Revolution   |  |  |
|  | C | Fisayo Dele-Bashiru     | 6 febbraio 2001   | 6  | 2   | Lazio             |  |  |
|  |   |                         |                   |    |     |                   |  |  |
|  | A | Moses Simon             | 12 luglio 1995    | 77 | 9   | Nantes            |  |  |
|  | A | Kelechi Iheanacho       | 3 ottobre 1996    | 57 | 15  | Siviglia          |  |  |
|  | A | Samuel Chukwueze        | 22 maggio 1999    | 42 | 6   | Milan             |  |  |
|  | A | Victor Osimhen          | 29 dicembre 1998  | 39 | 23  | Galatasaray       |  |  |
|  | A | Ademola Lookman         | 20 ottobre 1997   | 27 | 8   | Atalanta          |  |  |
|  | A | Umar Sadiq              | 2 febbraio 1997   | 12 | 1   | Valencia          |  |  |
|  | A | Victor Boniface         | 23 dicembre 2000  | 11 | 1   | Bayer Leverkusen  |  |  |

## Record individuali
Statistiche aggiornate al 6 giugno 2025.
- In grassetto i giocatori ancora in attività.

### Classifica presenze
| Posizione | Giocatore            | Presenze | Gol | Periodo   |
| --------- | -------------------- | -------- | --- | --------- |
| 1         | Ahmed Musa           | 111      | 18  | 2010-     |
| 2         | Vincent Enyeama      | 101      | 0   | 2002-2016 |
| 2         | Joseph Yobo          | 101      | 7   | 2001-2014 |
| 4         | John Obi Mikel       | 92       | 6   | 2005-2019 |
| 5         | Nwankwo Kanu         | 87       | 12  | 1994-2011 |
| 6         | Alex Iwobi           | 85       | 10  | 2015-     |
| 7         | Mudashiru Laewal     | 82       | 12  | 1975-1985 |
| 7         | Moses Simon          | 82       | 10  | 2015-     |
| 9         | William Troost-Ekong | 79       | 7   | 2015-     |
| 10        | Jay-Jay Okocha       | 73       | 14  | 1993-2006 |

### Classifica reti
| Posizione | Giocatore         | Gol | Presenze | Periodo   |
| --------- | ----------------- | --- | -------- | --------- |
| 1         | Rashidi Yekini    | 37  | 58       | 1983-1998 |
| 2         | Victor Osimhen    | 26  | 41       | 2017-     |
| 3         | Segun Odegbami    | 22  | 47       | 1976-1981 |
| 4         | Yakubu Aiyegbeni  | 21  | 58       | 2000-2012 |
| 5         | Ikechukwu Uche    | 19  | 46       | 2007-2014 |
| 6         | Ahmed Musa        | 18  | 111      | 2010-     |
| 6         | Obafemi Martins   | 18  | 40       | 2004-2015 |
| 8         | Odion Ighalo      | 16  | 37       | 2015-2022 |
| 9         | Kelechi Iheanacho | 15  | 59       | 2015-     |
| 10        | Julius Aghahowa   | 14  | 31       | 2000-2007 |
| 10        | Jay-Jay Okocha    | 14  | 73       | 1993-2006 |